# Cincinnati Mighty Ducks
I Cincinnati Mighty Ducks sono stati una squadra di hockey su ghiaccio dell'American Hockey League con sede nella città di Cincinnati, nello stato dell'Ohio. Nati nel 1997 e sciolti nel 2005, nel corso degli anni sono stati affiliati alla franchigia dei Mighty Ducks of Anaheim.

## Storia
La franchigia dei Baltimore Bandits a causa di problemi finanziari nel 1997 la squadra si trasferì a Cincinnati assumendo il nome di Cincinnati Mighty Ducks. I Cincinnati Mighty Ducks interruppero le attività saltando l'intera stagione 2005-06 a causa dei mancati accordi con formazioni della National Hockey League; infatti le ex-formazioni affiliate dei Detroit Red Wings e dei Mighty Ducks of Anaheim si accordarono per quella stagione rispettivamente con i Grand Rapids Griffins e i Portland Pirates. Nonostante il tentativo di rilanciare la squadra con la denominazione Cincinnati RailRaiders per la stagione 2006-07, il 19 marzo 2007 la AHL annunciò ufficialmente la cessione e il trasferimento della squadra a Rockford.

### Affiliazioni
Nel corso della loro storia i Cincinnati Mighty Ducks sono stati affiliati alle seguenti franchigie della National Hockey League:
- Mighty Ducks Anaheim: (1997-2005)
- Detroit Red Wings: (1999-2002)

## Record stagione per stagione
| Stagione                | Division     | Gare | V  | S  | P  | OTL | SOL | Punti | GF  | GS  | Piazzamento | Play-off                                                       |
| ----------------------- | ------------ | ---- | -- | -- | -- | --- | --- | ----- | --- | --- | ----------- | -------------------------------------------------------------- |
| Cincinnati Mighty Ducks |              |      |    |    |    |     |     |       |     |     |             |                                                                |
| 1997-98                 | Mid-Atlantic | 80   | 23 | 37 | 13 | 7   | -   | 66    | 243 | 303 | 4°          |                                                                |
| 1998-99                 | Mid-Atlantic | 80   | 35 | 39 | 4  | 2   | -   | 76    | 227 | 249 | 4°          | perde 1º turno (Philadelphia) 0-3                              |
| 1999-2000               | Mid-Atlantic | 80   | 30 | 37 | 9  | 4   | -   | 73    | 227 | 244 | 5°          |                                                                |
| 2000-01                 | South        | 80   | 41 | 26 | 9  | 4   | -   | 95    | 254 | 240 | 2°          | perde 1º turno (Norfolk) 1-3                                   |
| 2001-02                 | Central      | 80   | 33 | 33 | 11 | 3   | -   | 80    | 216 | 211 | 3°          | perde preliminari (Chicago) 1-2                                |
| 2002-03                 | Central      | 80   | 26 | 35 | 13 | 6   | -   | 71    | 202 | 242 | 3°          |                                                                |
| 2003-04                 | West         | 80   | 29 | 37 | 13 | 1   | -   | 72    | 188 | 211 | 5°          | vince preliminari (Houston) 2-0 perde 1º turno (Milwaukee) 3-4 |
| 2004-05                 | West         | 80   | 44 | 31 | -  | 4   | 1   | 93    | 206 | 191 | 3°          | vince 1º turno (Milwaukee) 4-3 perde 2º turno (Chicago) 1-4    |

## Record della franchigia

### Singola stagione
Gol: 42  Bob Wren (1997-98)
Assist: 59  Craig Reichert (1997-98)
Punti: 100  Bob Wren (1997-98)
Minuti di penalità: 319  Shane O'Brien (2004-05)
Media gol subiti: 2.07  Frédéric Cassivi (2004-05)
Parate %: .924  Frédéric Cassivi (2004-05)

### Carriera
Gol: 113  Bob Wren
Assist: 186  Bob Wren
Punti: 299  Bob Wren
Minuti di penalità: 482  Shane O'Brien
Vittorie: 76  Il'ja Bryzgalov
Shutout: 19  Il'ja Bryzgalov
Partite giocate: 277  Bob Wren